# Хотинщина
Хоти́нщина (Північна Бессарабія) — земля, що лежить на схід від Буковини, і разом із Північною Буковиною утворює Чернівецьку область. Майже точно охоплює сучасний Дністровський район та північні землі Бричанського району Молдови. Назва походить від древньослов'янського міста Хотин, центру хотинської землі.

## Історія
У ранньому середньовіччі землі заселялися слов'янськими племенами тиверців. За часів Київської Русі Хотинщина входила до складу Шипинської землі. Після занепаду Русі вона перейшла до Галицько-Волинської держави, а після падіння тої була загарбана Молдовським князівством. Користуючись прикриттям корони Шипинську землю почали активно заселяти волохи, що спричинило добрий відсоток романського населення у сучасній Чернівецькій області.
Хотинський цинут, як адміністративна одиниця Молдовського князівства, була сформована з Хотинської та частини Цецинської волостей Шипинської землі, а також деяких земель південніше у Прутсько — Дністровському межиріччі. Адміністративно входила до Цара-де-Сус.
Керував землею — намісник Господаря «уставичний» Староста (рум. Pârcălab), якого призначали не тільки для виконання адміністративних, фіскальних та судових функцій, але й для контролю ситуації на молдовсько-польському кордоні. Військовою організацією землі з XVII ст. опікувався Великий капітан цинуту.
У 1621 році під Хотином відбулася відома хотинська битва між турками та об'єднаним українсько-польським військом, яка закінчилася повною поразкою турків і похитнула репутацію Османської імперії як непереможної і надмогутньої держави. У Хотині навколо замку, збудованого ще Данилом Галицьким турки з часом звели потужні фортечні укріплення, які збереглися і донині.
У 1713 році Хотинський цинут фірманом султана Агмеда III був вилучений з Молдавського князівства, на нього поширилася султанська адміністрація, Хотинщина стала Хотинським нахіє (райя). 
У 1715 на Хотинщині було здійснено дефтер (перепис населення та нерухомого майна), скасовано кріпацтво. 1715—18 збудовано нову Хотинську фортецю. 
За Бухарестським мирним договором 1812 землі між Прутом та Дністром за Бухарестським миром відійшли до Російської імперії, туди потрапила і Хотинщина. У 1813 році був створений Хотинський повіт Бессарабської області. Тепер Хотинську землю починають називати Північною Бессарабією.
В лютому 1947 року СРСР та Румунське королівство підписали мирний договір, який закріпив входження до УРСР Північної Буковини, Хотинщини та Буджаку.

## Населення Хотинщини та її національний склад
- Українці — 88 %.
- Молдовани — 8 %.
- Росіяни — 2 %.

Інші національності-2 %.
Загальна чисельність населення близько 200 тис. люду. Загалом 95 сіл, 4 міста і одне смт. Основна маса населення проживає в селах, а саме 70 %. Українською мовою спілкується 90 % населення.